# Museo Provincial Carlos Ameghino

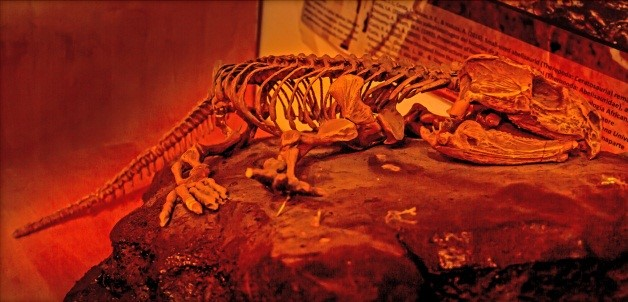
Priosphenodon avelasi

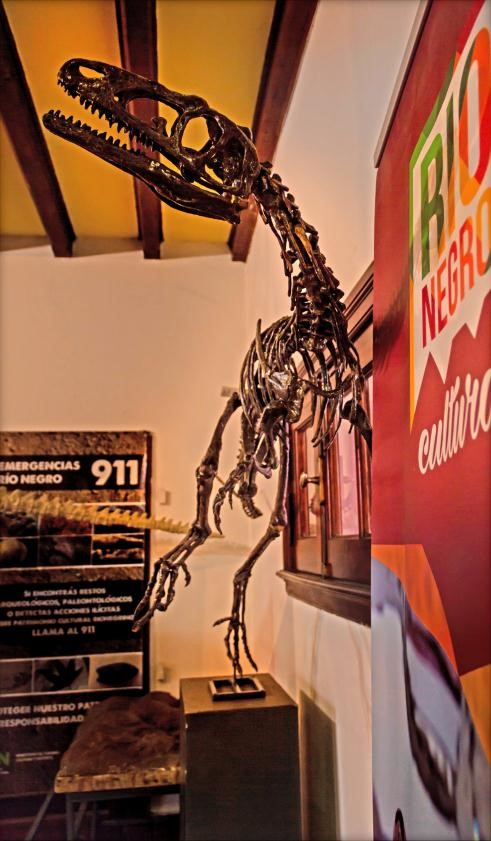
Bicentenaria argentina

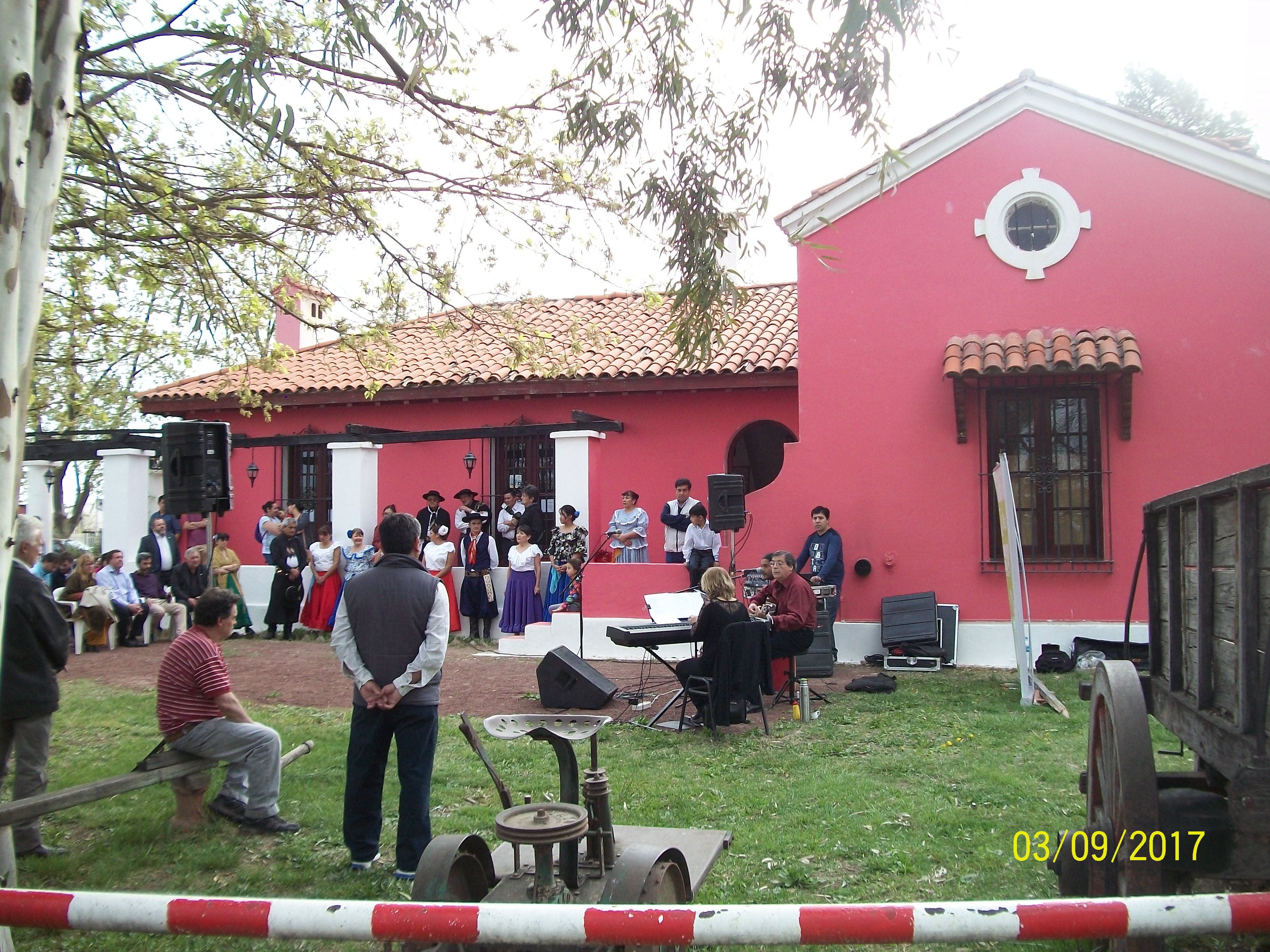
Festejos por el aniversario del museo.

El Museo Provincial Carlos Ameghino es un museo de historia natural fundado por el profesor Roberto Abel en 1971. Está situado en la ciudad de Cipolletti, en la provincia de Río Negro, Argentina y su nombre hace honor al célebre naturalista y explorador argentino Carlos Ameghino. Actualmente funciona en la casa "Pichi Ruca", que perteneció al general Manuel Fernández Oro y fue construida dentro del predio de la estancia "La Esmeralda".

## Historia
En un principio, funcionó en la Mansión Peuser, ubicada en el barrio Los Tordos de la ciudad de Cipolletti. Hoy pertenece a la Facultad de Ciencias de la Educación de la Universidad Nacional del Comahue.
En 1987 el museo fue trasladado a la casa “Pichi Ruca” que fue parte de la estancia “La Esmeralda”. La casona perteneció al general Manuel Fernández Oro, fundador de la ciudad, y a su esposa Lucinda González Larrosa.
El Senado de la Nación declaró al museo de interés social, cultural y educativo en el año 2015, como reconocimiento por el trabajo institucional. La propuesta fue impulsada por la senadora Magdalena Odarda y aprobada el 25 de noviembre de dicho año.

## Colecciones
El museo alberga materiales sobre la fauna de la zona (aves, reptiles, mamíferos), numerosos fósiles y material histórico de las primeras épocas de la ciudad y de su fundación. En este museo se exhiben restos fósiles de tetrápodos mesozoicos, entre ellos, por ejemplo, el cráneo original del Abelisaurus comahuensis, un dinosaurio carnívoro que vivió en la Patagonia durante el Cretácico. Alberga restos de otros taxones de dinosaurios terópodos, tales como Buitreraptor gonzalezorum, Alnashetri cerropoliciensis, Bonapartenykus ultimus y Quilmesaurus curriei, Bicentenaria argentina; de dinosaurios saurópodos: Rocasaurus muniozi, Bonitasaura salgadoi y Pellegrinisaurus powelli; y de dinosaurios ornitópodos, como Willinakaqe salitralensis. Forman parte también de la riqueza de sus colecciones restos fósiles de serpientes (Najash rionegrina), un esfenodonte (Priosphenodon avelasi) y un mamífero (Cronopio dentiacutus).

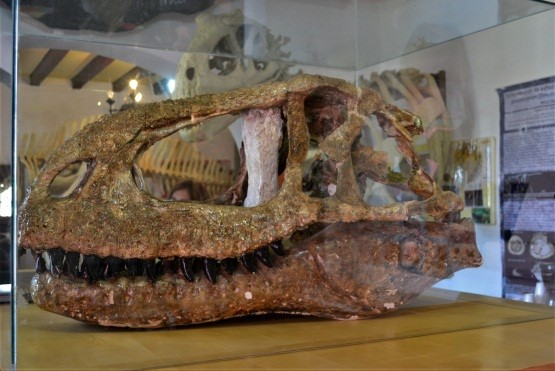
Abelisaurus comahuensis

A su vez, cuenta con una colección de piezas arqueológicas provenientes de sitios del Alto Valle del río Negro. Esta colección está constituida por material lítico (morteros, manos, molinos, boleadoras, puntas, cuchillos, raederas, etc.) y diversas piezas de alfarería.

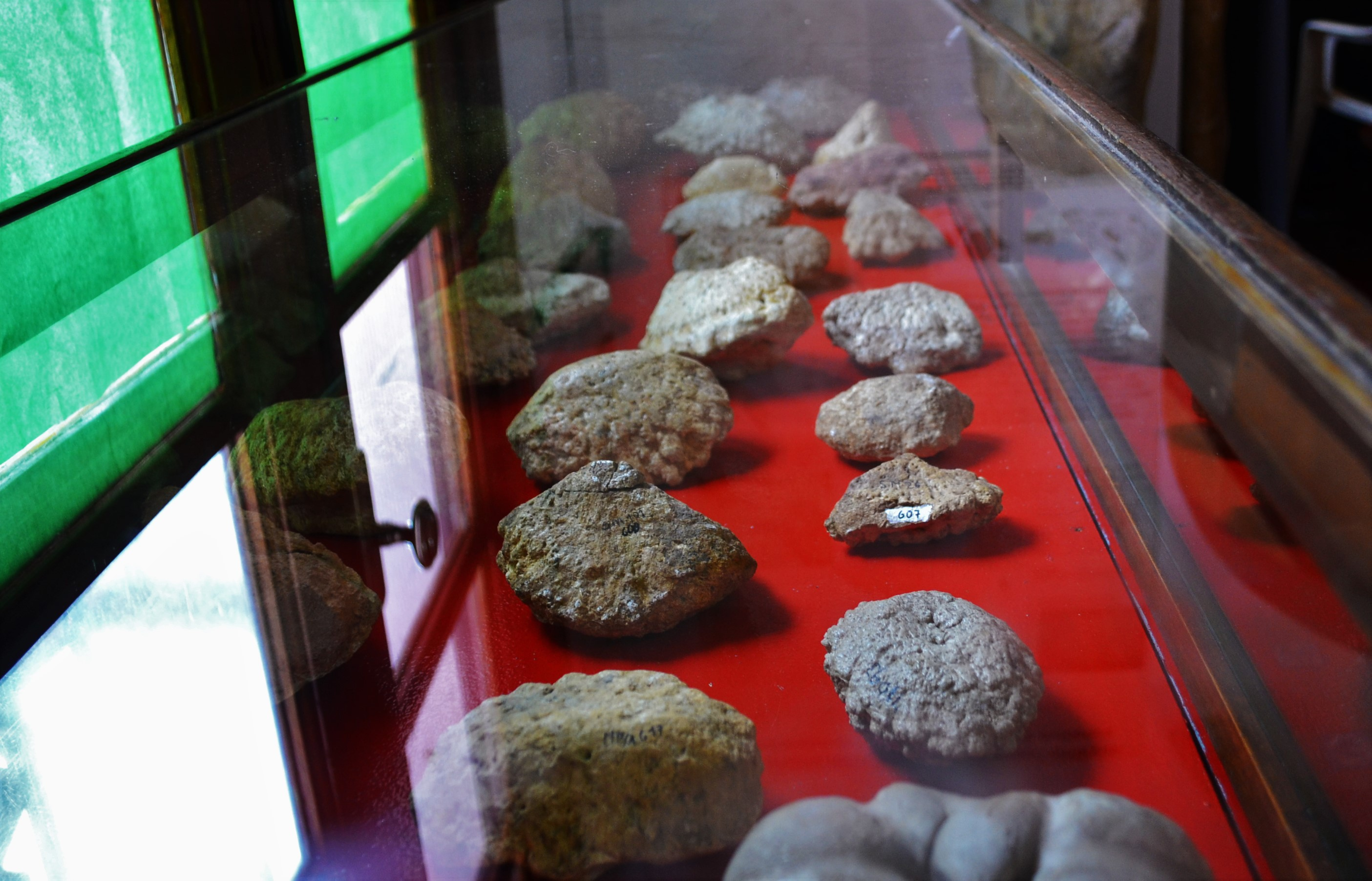
Osteodermos

## Laboratorio de cortes paleohistológicos

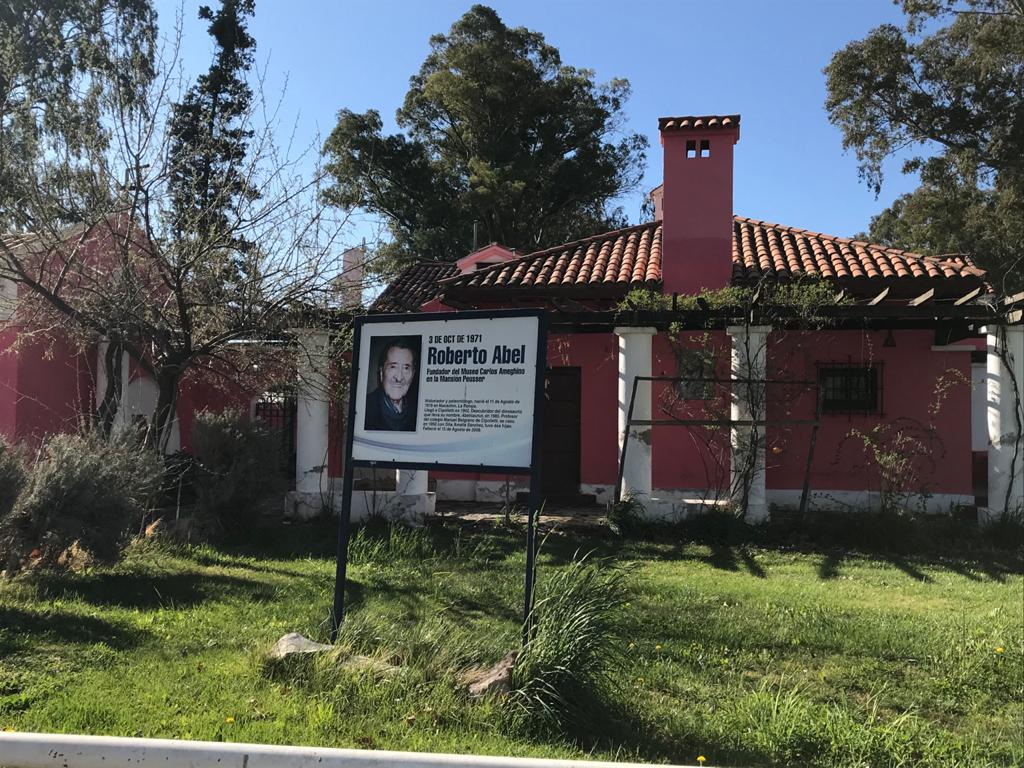
Acceso al museo por el estacionamiento próximo parque.

El museo cuenta con un laboratorio para realizar láminas delgadas de restos óseos, ya sea fósiles o muestras actuales, para estudios histológicos. Dicho espacio fue montado en el año 2017. Actualmente es el único laboratorio de la zona del Comahue que se dedica específicamente al tratamiento de huesos fósiles para su investigación.

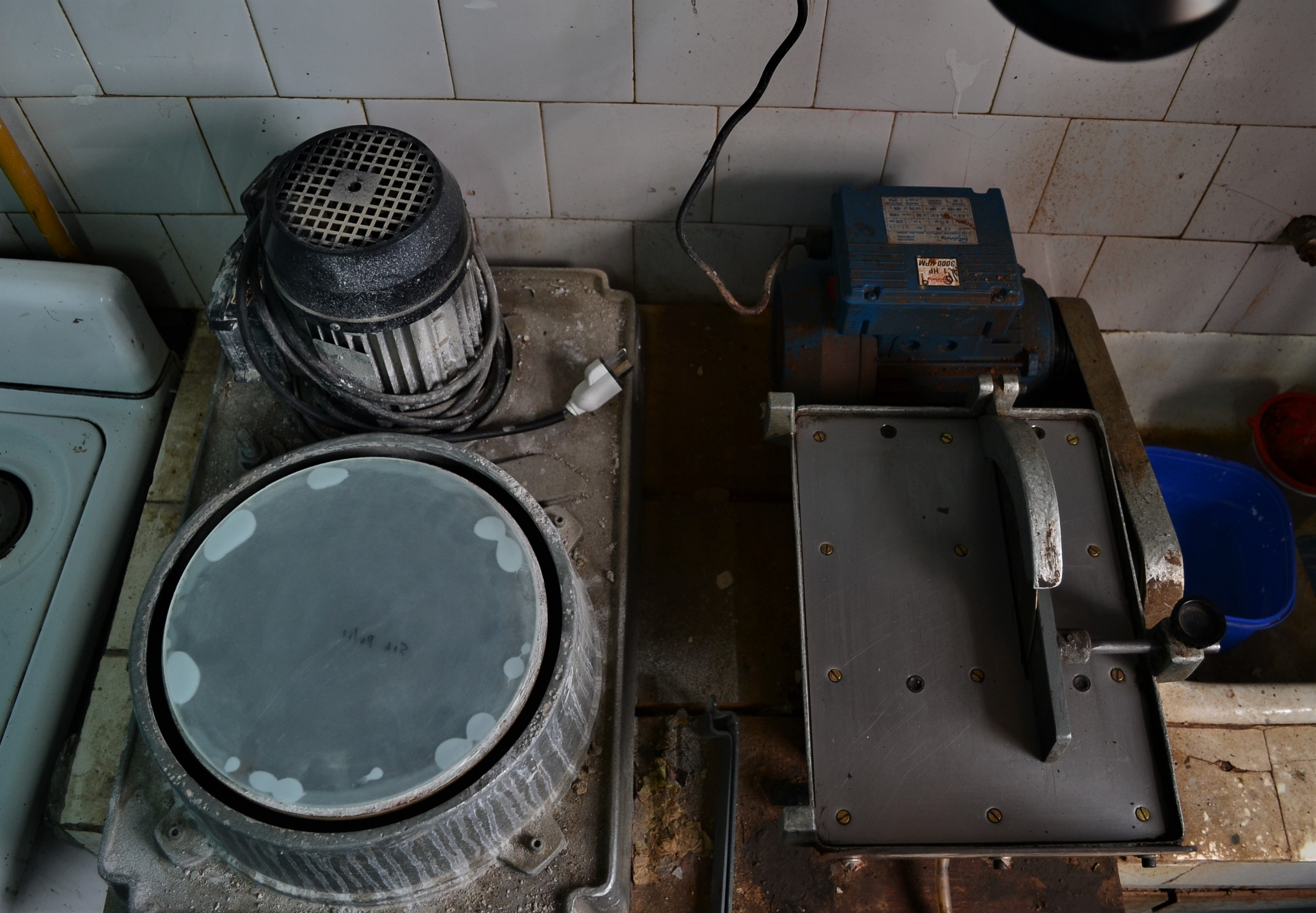
Cortadora equipada con disco diamantado